# آندژی کوپیچینسکی
آندژی کوپیچینسکی (لهستانی: Andrzej Kopiczyński؛ ‏ ۱۵ آوریل ۱۹۳۴ – ۱۳ اکتبر ۲۰۱۶) بازیگر اهل لهستان بود.
از فیلم‌ها یا برنامه‌های تلویزیونی که وی در آن نقش داشته‌است، می‌توان به پزشک قلابی، چهل‌ساله، با آتش و شمشیر (فیلم)، با آتش و شمشیر (مجموعه تلویزیونی)، اجاره‌نشین‌ها، کوپرنیک و کورچاک اشاره کرد.